# Ключевське сільське поселення (Борзинський район)
Ключевське́ сільське поселення (рос. Ключевское сельское поселение) — сільське поселення у складі Борзинського району Забайкальського краю Росії.
Адміністративний центр та єдиний населений пункт — село Ключевське.

## Населення
Населення сільського поселення становить 154 особи (2019; 231 у 2010, 412 у 2002).